# Peponocranium ludicrum
Peponocranium ludicrum là một loài nhện trong họ Linyphiidae. Chúng được Octavius Pickard-Cambridge miêu tả năm 1861.